# جواهر لعل نهرو
جواهر لعل نهرو (जवाहरलाल नेहरू) (زاده ۱۴ نوامبر ۱۸۸۹ – درگذشته ۲۷ مه ۱۹۶۴) از رهبران جنبش استقلال هند و کنگره ملی هند بود.
همچنین وی یک تاریخدان بود. او به عنوان نخستین نخست‌وزیر هند پس از اعلام استقلال در ۱۵ اوت ۱۹۴۷ (۲۳ مرداد ۱۳۲۶) انتخاب شد.

## زندگی

جواهر و کمالا در روز عروسی

جواهر لعل نهرو ۱۴ نوامبر ۱۸۸۹ برابر با ۲۳ آبان ۱۲۶۸ به دنیا آمد و در ۲۷ مه ۱۹۶۴ برابر با ۶ خرداد ۱۳۴۳ درگذشت. وی از رهبران جنبش استقلال هند و کنگره ملی هند بود.
«پاندیت» (معلم) هم خوانده می‌شد. پدر او موتیلال نهرو و مادرش سواروپ رانی نام داشتند. موتیلال نهرو که خود وکیل و رهبری سیاسی بود در الله‌آباد مردی ثروتمند به‌شمار می‌رفت و به غیر از جواهر دارای سه دختر هم بود. جواهر که در بهترین مدارس هند تحصیل کرده بود به مدرسهٔ هارو، کالج ترینیتی آکسفورد و ایننر تمپل رفت تا پیش از ورود به سیاست در رشتهٔ حقوق تحصیل کند.

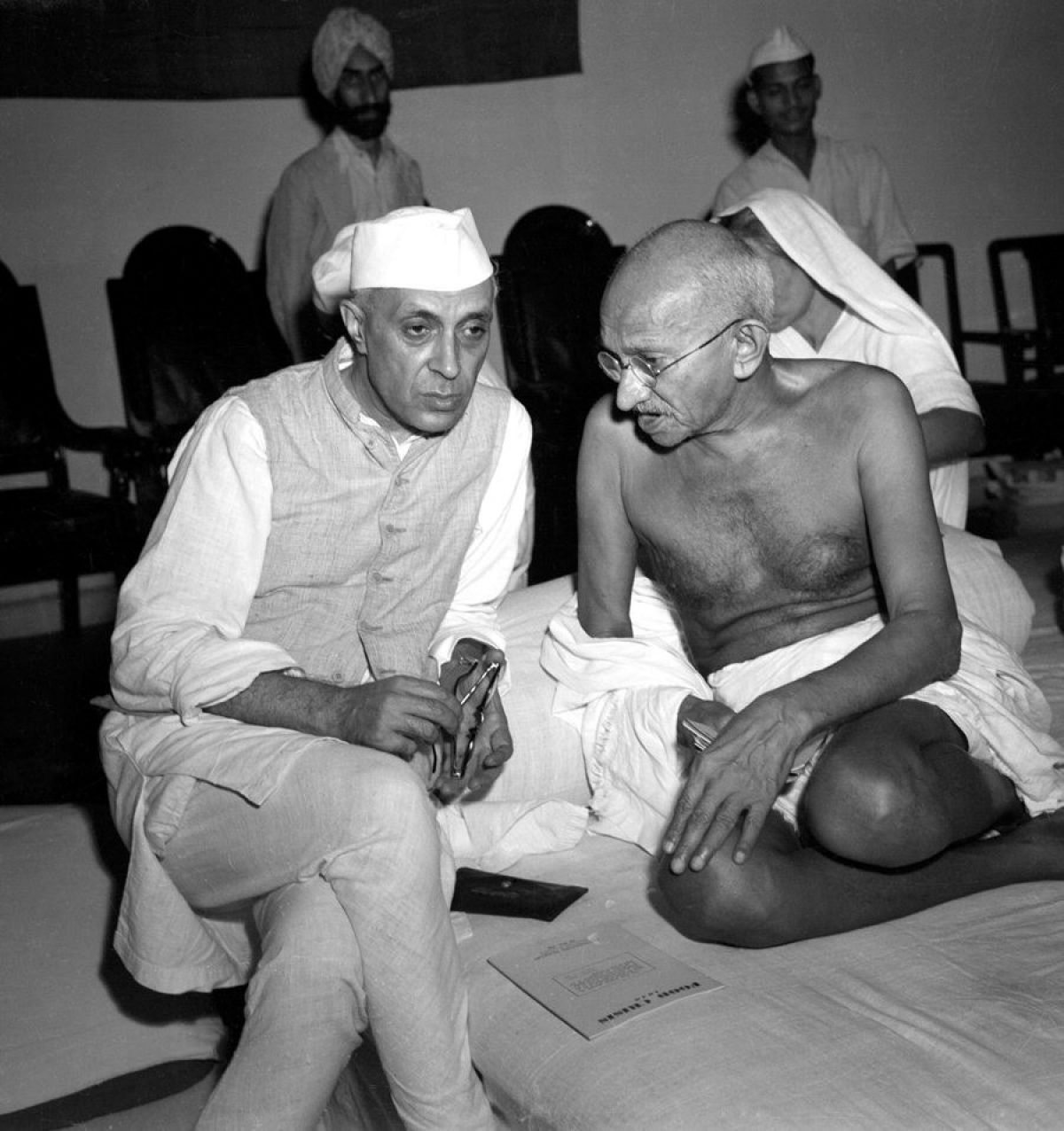
همراه با مهاتما گاندی ۱۹۴۶

تا پیش از استقلال هند، نهرو مدت ۱۰ سال از عمرش را (به گونه‌ای نامنظم) در زندان‌های استعماری گذراند. پس از نخست‌وزیری او با کمک افراد میهن‌دوستی چون سردار پاتل و دکتر آمبدکار توانست قوانین جدیدی را برای ساختاردهی مجدد به جامعهٔ هند تصویب کند که مهم‌ترین آن‌ها لغو نظام کاست بود. نهرو همراه با احمد سوکارنو، مارشال تیتو و جمال عبدالناصر از پایه‌گذاران جنبش عدم تعهد به‌شمار می‌رود.
جواهر در سال ۱۹۱۶ (۱۲۹۴) با کمالا نهرو ازدواج کرد. او در هنگام ازدواجش در ۸ فوریه ۱۹۱۶ (۱۸ بهمن ۱۲۹۴) ۲۶ سال داشت و وکیل کاملی شده بود که در بریتانیا تحصیل کرده بود. کمالا از خانوادهٔ مشهور کشمیری ساکن در دهلی بود که در کار بازرگانی بودند.

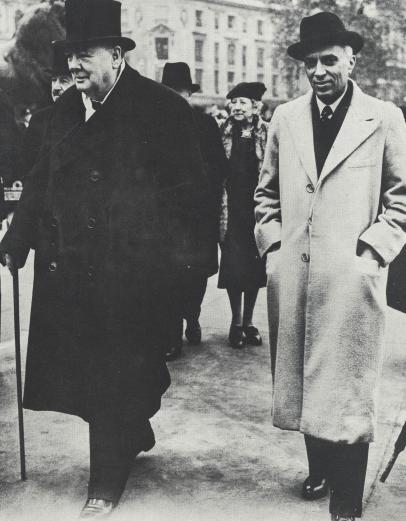
همراه با وینستون چرچیل ۱۹۴۸

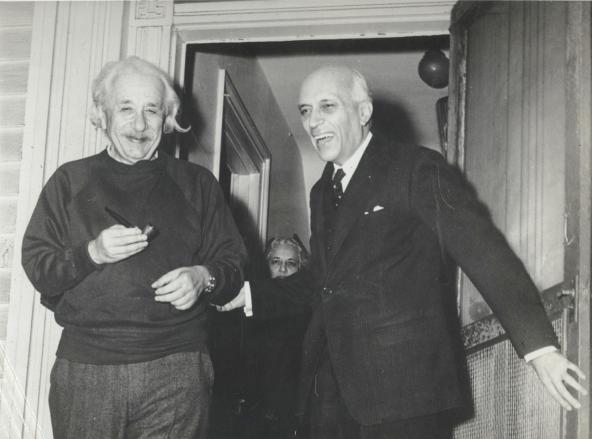
با آلبرت اینشتین ۱۹۴۹

## کتابشناسی

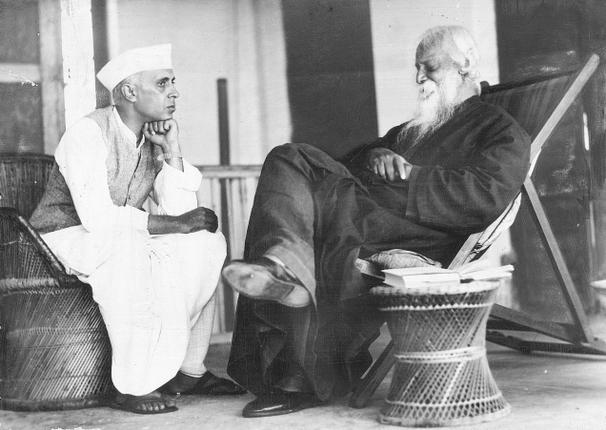
همراه با رابیندرانات تاگور

- مجموعه کتاب سه جلدی نگاهی به تاریخ جهان (ترجمه فارسی محمود تفضلی) از جمله آثار ارزشمند این شخصیت سیاسی در هند است که در زمانی که در زندان بوده به شیوه نامه‌نگاری برای دخترش ایندیرا تحریر شده‌است.
- کشف هند
- به سوی آزادی (زندگی‌نامه نهرو به قلم خودش)

## سیاست
نهرو در زمان نخست‌وزیری‌اش با کارهای خود باعث افزایش شدید پرستیژ سیاسی هند در جهان گردید و رهبری جنبش عدم تعهد را به دست گرفت؛ هر چند که اشتباهاتی نیز دربارهٔ اختلافات مرزی با چین داشت.